# Trip Through Your Wires
"Trip Through Your Wires" to piosenka rockowej grupy U2, pochodząca z jej wydanego w 1987 roku albumu, The Joshua Tree. Ma ona bluesowy rytm i można w niej usłyszeć dźwięki hormonijki, na której grał wokalista zespołu, Bono. W 1986 roku wczesna, zawierająca inny tekst, wersja utworu została wykonana przez U2 na irlandzkim kanale RTÉ w programie TV GAGA.
Piosenka została wydana jako singel promo CD w Australii, jednak nakład ograniczony był do zaledwie 500 kopii. Singel zawierał trzy utwory B-side: "Luminous Times (Hold on to Love)", "Spanish Eyes" i "Silver and Gold".
The Edge przyznał, że piosenka ma ten sam kontekst i znaczenie jak utwór "The Sweetest Thing", który został wydany jako B-side na singlu "Where the Streets Have No Name". "The Sweetest Thing" został później nagrany od nowa i wydany jako singel, a także wydany na kompilacyjnym albumie The Best of 1980-1990.